# العرم (حزم العدين)

تعديل مصدري - تعديل

العرم هي إحدى قرى عزلة الأحكوم بمديرية حزم العدين التابعة لمحافظة إب، بلغ تعداد سكانها 424 نسمة حسب تعداد اليمن لعام 2004.